# Diapensia lapponica
Espèce
Classification APG III (2009)
Diapensia lapponica, la Diapensie de Laponie, est une espèce de plantes à fleurs de la famille des Diapensiaceae.

## Description
Ce sont des plantes arbustives naines (2 à 6 cm de hauteur).
Elle vit dans les crevasses des rochers et en pâturages montagneux rocailleux.
Elle peut être confondue avec la saxifrage diapensoides, ou fausse diapensie, présente dans les Alpes.

## Répartition
On retrouve l'espèce au Groenland, en Grande-Bretagne, Islande, Norvège, Suède, Finlande et Russie.